# Live in Budapest
Live in Budapest (noto anche come Magyarországon) è un album dal vivo del gruppo musicale tedesco Stormwitch, pubblicato nel 1989.

## Tracce
1. Intro
2. Call of the Wicked
3. Emerald Eye
4. Stronger Than Heaven
5. Tigers of the Sea
6. Dorian Gray
7. Guitar Solo
8. Russias on Fire
9. Trust in the Fire
10. Cheyenne
11. Walpurgisnight

## Formazione
- Andy Aldrian - voce
- Lee Tarot, Steve Merchant - chitarra
- Andy Jager - basso
- Pete Lancher - batteria